# Colaspidema sophiae
Colaspidema sophiae é uma espécie de artrópode pertencente à família Chrysomelidae.